# Hoopeston
Hoopeston es una ciudad ubicada en el condado de Vermilion en el estado estadounidense de Illinois. En el Censo de 2010 tenía una población de 5351 habitantes y una densidad poblacional de 560,51 personas por km².

## Geografía
Hoopeston se encuentra ubicada en las coordenadas 40°27′39″N 87°39′49″O / 40.46083, -87.66361. Según la Oficina del Censo de los Estados Unidos, Hoopeston tiene una superficie total de 9.55 km², de la cual 9.55 km² corresponden a tierra firme y (0%) 0 km² es agua.

## Demografía
Según el censo de 2010, había 5351 personas residiendo en Hoopeston. La densidad de población era de 560,51 hab./km². De los 5351 habitantes, Hoopeston estaba compuesto por el 92.92% blancos, el 0.95% eran afroamericanos, el 0.47% eran amerindios, el 0.28% eran asiáticos, el 0% eran isleños del Pacífico, el 4.06% eran de otras razas y el 1.33% pertenecían a dos o más razas. Del total de la población el 10.13% eran hispanos o latinos de cualquier raza.